# ارکیده‌های تره‌فرنگی
ارکیده‌های تره‌فرنگی (نام علمی: Prasophyllum) نام یک سرده از تبار درازگوشان است.